# Myxococcus llanfairpwllgwyngyllgogerychwyrndrobwllllantysiliogogogochensis
A mixobactéria Myxococcus llanfairpwllgwyngyllgogerychwyrndrobwllllantysiliogogogochensis  é uma bactéria gram-negativa pertencente ao grupo de bactérias predadoras Myxococcales. Ela foi descoberta em 1990 no solo da ilha de Anglesey, no País de Gales, e é conhecida por ter um dos nomes mais longos já registrados para uma bactéria.
Essa bactéria é um microrganismo heterotrófico, o que significa que se alimenta de outros organismos para obter energia. Ela se reproduz por meio de esporulação, formando esporos resistentes que são capazes de sobreviver em condições adversas.
Além de seu nome longo e intrigante, a bactéria é conhecida por sua capacidade de formar colônias esféricas com bordas irregulares e textura gelatinosa. Ela também é uma das poucas bactérias que formam estruturas multicelulares chamadas corpo de frutificação, que são utilizadas para a dispersão de esporos.

## Etimologia e nomenclatura
Um tanto quanto polêmico, o nome científico dado à essa bactéria se refere ao local onde foi encontrada, no solo da cidade de  Llanfairpwllgwyngyll, cujo nome completo é Llanfairpwllgwyngyllgogerychwyrndrobwllllantysiliogogogoch. Com isso, a Myxobactéria possui hoje o nome científico mais comprido já descrito, com 73 letras.
O Código Internacional de Nomenclatura de Procariotos traz as regras e recomendações para a nomenclatura de bactérias. A recomendação 6.1 propõe que sejam evitados nomes muito compridos e difíceis de pronunciar, e a 6.1 que nomes sejam fáceis de pronunciar quando latinizados. A bactéria M. llanfairpwllgwyngyllgogerychwyrndrobwllllantysiliogogogochensis viola ambas recomendações, apesar de não violar as regras do código. Críticos apontam que a espécie deve ser publicada no International Journal of Systematic and Evolutionary Microbiology ou em alguma lista de nomes a serem validados antes de poder ser considerada um nome válido. Em 2021, entrou na lista de nomes aprovados.